# Por el barrio Libertad

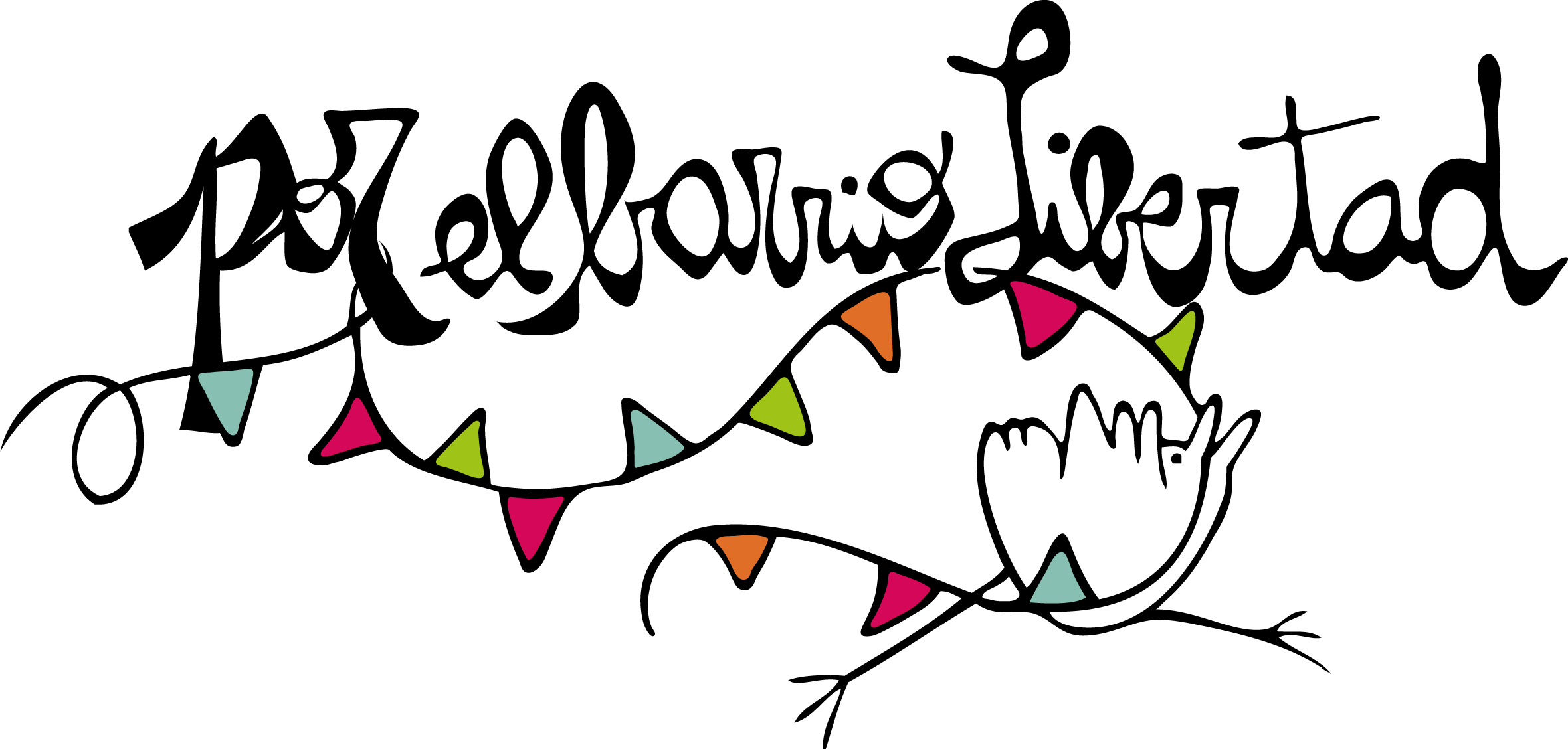
Logo del proyecto Por el Barrio Libertad

Por el Barrio Libertad es un proyecto social en un Barrio humilde de Hurlingham, en Argentina.

## El barrio
El barrio Libertad se encuentra ubicado en el partido de Hurlingham, en la zona noroeste del conurbano bonaerense. Está ubicado entre la calle Marqués de Avilés y las vías del ferrocarril San Martín.
En él viven alrededor de sesenta familias en condiciones de hacinamiento y riesgo sanitario. La mayor parte de las viviendas son precarias, carecen de acceso a los principales servicios públicos y, en muchos casos, los vecinos tienen sus necesidades básicas insatisfechas.

## El equipo
El Grupo de trabajo Por el Barrio Libertad comenzó integrado por 12 personas, entre las que se encontraban algunos vecinos del Barrio, representantes de la Parroquia San Carlos Borromeo (sacerdotes y catequistas), representantes de la Asociación Civil Madre Tierra, trabajadoras sociales cercanas al barrio, entre otros.
Con el correr del tiempo a este grupo se le fueron acercando personas de distintos ámbito.
El proyecto recibe desde 2010 el apoyo de la Fundación CiGob.

## Actividades
El foco del proyecto está puesto en los chicos del Barrio. Se apunta, principalmente, al desarrollo de un ámbito donde estos chicos (de 5 a 12 años) puedan recibir apoyo escolar, recreación y contención.
El Barrio cuenta con un salón en su interior que fue construido por la iglesia hace unos 20 años. A inicios de 2010 se comenzaron obras de refacción en el salón, focalizadas en cuestiones de infraestructura básicas. En este salón se organiza actividades para los chicos: apoyo escolar, taller de guitarra, taller de plástica, copa de leche.

Fuentes:
http://porelbarriolibertad.jimdo.com/ Archivado el 3 de septiembre de 2011 en Wayback Machine.
http://www.popularonline.com.ar/nota.php?Nota=576113
https://web.archive.org/web/20130815142009/http://laopinionhurlingham.com.ar/editorial12.html
http://hurlinghamcxc.com.ar/92_infomix.html (enlace roto disponible en Internet Archive; véase el historial, la primera versión y la última).
http://www.cigob.org.ar
- Datos: Q6082732